# Pia Garde
Pia Kristina Amelia Garde (numera kallad Pia-Kristina Garde), född 15 mars 1951 i Stockholm, är en svensk skådespelare, författare och bibliotekarie.

## Biografi
Garde utexaminerades från Statens scenskola i Malmö 1971 och medverkade åren 1973–1994 i ett antal filmer.
Hon har skrivit om utsatta människor, om fattiga konstnärer, döende patienter och överlevande från koncentrationslägren, men framför allt om författaren Karin Boye och människorna kring henne.
Intresset för Karin Boye ledde till kontakter med flera av Boyes vänner, vilket kombinerat med många års privatforskning resulterat i fyra böcker om Boye samt en blogg "Jag letar efter Karin Boye".
Garde har intresserat sig för de överlevande från koncentationsläger som kom till Sverige med Röda korsets vita bussar och med UNRRA, speciellt för de överlevare som Gunhild och Einar Tegen intervjuade 1945. Hon har sökt upp dem som fortfarande lever för nya intervjuer 60 år senare och publicerat dessa undersökningar under titeln De dödsdömda vittnar: 60 år senare (2004). Detta arbete har även resulterat i boken Mina föräldrars kärlek (2008).
Garde har även intresserat sig för de som drabbades av HIV-AIDS, och har kommit i kontakt med ett stort antal människor som genom egna vittnesmål har berättat om hur sjukdomen på olika sätt har påverkat deras liv. Detta arbete har resulterat i boken Det är få som talar om dem (2018), samt bloggen "To really be a witness".

### Familj
Pia-Kristina Garde är dotter till journalisterna Bo Garde och Mirjam Svenhard.

## Filmografi
- 1973 – Bröllopet
- 1975 – En kille och en tjej
- 1975 – Lejonet och jungfrun
- 1975 – Ungkarlshotellet
- 1977 – Mackan
- 1979 – Kristoffers hus
- 1981 – Operation Leo
- 1984 – Sömnen
- 1987 – Autopsi
- 1994 – Flumsnack

## Teater

### Roller (ej komplett)
| År   | Roll                 | Produktion                                                            | Regi                | Teater                   |
| ---- | -------------------- | --------------------------------------------------------------------- | ------------------- | ------------------------ |
| 1967 | Sally                | Leva som svin (Live Like Pigs) John Arden                             | Sten Lonnert        | Stockholms stadsteater   |
| 1971 | Solange              | Jungfruleken (Les Bonnes) Jean Genet                                  | Kaj Ahnhem          | Helsingborgs stadsteater |
| 1971 | Anita                | Tillståndet Kent Andersson och Bengt Bratt                            | Stellan Olsson      | Helsingborgs stadsteater |
| 1971 | Myrtle Mae Simmons   | Min vän Harvey (Harvey) Mary Chase                                    | Martin Söderhjelm   | Helsingborgs stadsteater |
| 1972 | Hedvig               | Vildanden Henrik Ibsen                                                | Lars-Levi Læstadius | Helsingborgs stadsteater |
| 1973 | Prinsessan Alice     | Karusellen (The Apple Cart) George Bernard Shaw                       | Claes Sylwander     | Helsingborgs stadsteater |
| 1973 | Margareta            | Faust Johann Wolfgang von Goethe                                      | HansKarl Zeiser     | Helsingborgs stadsteater |
| 1973 | Lotta                | Värmlänningarna Fredrik August Dahlgren och Andreas Randel            | Claes Sylwander     | Helsingborgs stadsteater |
| 1974 | Antonia              | Kaktusblomman (Fleur de cactus) Pierre Barillet och Jean-Pierre Grédy | Claes Sylwander     | Helsingborgs stadsteater |
| 1977 | Katarina, fårskötare | Orfevs & Evrydike Åke Hodell                                          | Jurij Ledermann     | Stockholms stadsteater   |
| 1977 | Blanche              | Spargrisen (La cagnotte) Eugène Labiche                               | Yves Bureau         | Stockholms stadsteater   |